# Bataille du col de Mang Yang
 (septembre 2016).
Guerre d’Indochine
Batailles
- Opération Masterdom
- Bataille de Hanoï
- Opération Léa
- Bataille de Phu Tong Hoa
- Bataille de la RC 4
- Bataille de Vĩnh Yên
- Bataille de Mao Khê
- Bataille de Nghia Lo
- Bataille de Hòa Bình
- Opération Lorraine
- Bataille de Na San
- Bataille de Muong Khoua
- Opération Atlante
- Opération Camargue
- Opération Hirondelle
- Opération Brochet
- Opération Mouette
- Opération Castor
- Bataille de Diên Biên Phu
- Opération D
- Bataille du col de Mang Yang
- Extension au Laos

La bataille du col de Mang Yang (également connue comme la bataille de An Khê ou bataille de Dak Po), qui s'est déroulée le 24 juin 1954, est officiellement l'une des dernières batailles de la guerre d'Indochine. Elle marque l'échec du repli d'An Khê. 
Si tout le matériel automobile, artillerie, matériel lourd, antenne chirurgicale est perdu, l'ensemble des hommes à l'exception de deux compagnies et demi et des blessés graves parviendra à rejoindre le col de Mang Yang, puis combattra les 27 et 28 juin encore avant de rejoindre Pleiku. 
Ce fut l'un des plus grands échecs tactiques de l'Union française avec la bataille de Diên Biên Phu perdue le 7 mai 1954 et la bataille de la RC 4 en octobre 1950, mais aussi un succès qui permit aux trois bataillons impliqués de regagner Pleiku le 29 juin 1954 après 80 kilomètres de combats. La majeure partie des blessés fut ramenée tout comme les morts des journées du 27 et 28 juin.

## Arrière-plan
Le Groupement Mobile no 100 (G. M. 100) était une task force du Corps expéditionnaire français en Extrême-Orient. Il comprenait une unité d'élite, le Bataillon de Corée qui avait combattu durant la guerre de Corée à Chipyong-ni, Wonju et à la bataille de Crèvecœur.

## Embuscades
Le 24 juin 1954, soucieux d'éviter une deuxième catastrophe semblable au siège de Dien Bien Phu, l'état-major français ordonne au G. M. 100 d'abandonner sa position de défense à An Khê dans les montagnes centrales et de revenir à Pleiku, à quelque 50 km à l'ouest, via la RC 19 (Route coloniale 19). Les rapports des Services de renseignement français font toutefois état de la présence de plusieurs régiments Viet Minh (le 803e, le 810e, le 120e et le 96e) comprenant plus de 15 000 combattants, appuyés par 25 000 porteurs divers et brancardiers, sur le parcours de cette RC 19.
C'est l'opération Églantine.
À 14 h 15, la colonne tombe dans une embuscade de troupes Viet Minh appartenant au 803e régiment, et subit de lourdes pertes. L'embuscade est montée sur trois kilomètres, entre le kilomètre 12 et le kilomètre 15. Les restes du G. M. 100 réussissent à s'échapper. Rejoints par le G. M. 42 et le 1er groupe, ils doivent encore parcourir plus de 30 km de route en territoire contrôlé par l'ennemi. Les 28 et 29 juin, ils tombent dans une autre embuscade du 108e régiment du Viet-Minh à Dak Ya-Ayun. Les survivants atteignent finalement Pleiku le jour suivant.
En cinq jours de combats, le G. M. 100 a perdu 85 % de ses véhicules, 100 % de son artillerie, 68 % de ses équipements de transmission et 50 % de ses armes légères. La compagnie d'état-major n'a plus que 84 hommes sur 222. Le 43e colonial, le 1er et le 2e Bataillon de Corée, qui comptaient environ 834 hommes chacun, n'ont plus que respectivement 452, 497, et 345 hommes. Le 2e Groupe du 10e d'artillerie coloniale, qui a été réduit à combattre comme compagnie d'infanterie après la perte de tous ses canons, ne compte plus que 215 hommes sur les 475 d'origine. Plusieurs hommes dont le colonel Barrou ont été faits prisonniers de guerre. En comparaison, le 96e régiment Viet-Minh a perdu 100 hommes,. 
Mi-juillet, le reste du 1er bataillon de Corée reçoit l'ordre de prendre part à l'opération Myosotis afin d'ouvrir la RC 14 (Route coloniale 14) entre Pleiku et Buôn Ma Thuột, à plus de 96 kilomètres au sud. Le 17 juillet, la colonne tombe au col de Chu Dreh dans une embuscade tendue par les unités locales du 96e régiment Viet-Minh. Lorsque les survivants arrivent enfin à Ban Me Thuot, le lendemain, il ne reste plus que 107 hommes sur 452, dont 53 blessés. En outre, 47 véhicules supplémentaires ont été perdus.

## Conclusion
L'embuscade et la destruction du GM 100 en juillet 1954 sont considérées comme la dernière bataille de la première guerre d'Indochine. Le 20 juillet 1954, un cessez-le-feu est annoncé lorsque les accords de Genève sont signés et l'armistice entre en vigueur le 1er août, mettant fin à l'Indochine française et ouvrant la voie à la partition du Vietnam le long du 17e parallèle. Les dernières troupes françaises quittent le Sud-Vietnam en avril 1956, à la demande du Président Ngô Đình Diệm.

## Ordre de bataille

### Forces françaises
Les G. M. (Groupement mobile) ont été conçus comme des régiments autonomes motorisés de la force opérationnelle calqués sur le modèle de l'Armée américaine de la Seconde Guerre mondiale de régiments groupes de combat. Les G. M. sont généralement composés de trois bataillons d'infanterie plus un bataillon d'artillerie, ainsi que des éléments blindés légers, du génie, des transmissions et services de santé actifs, pour un total de 3 000 à 3 500 soldats.
Les unités du G. M. 100 comprennent :
- Le bataillon de Corée (formé des 1er et 2e bataillons de Corée).
- Le bataillon de marche du 43e régiment d'infanterie coloniale.
- Le 520e TDKQ (Tiểu-đoàn Khinh-quân), un bataillon léger de la l'armée nationale vietnamienne qui était en garnison à An Khê.
- Le 2e groupe du 10e régiment d'artillerie coloniale.
- Le 3e escadron du 5e cuirassiers “Royal Pologne” régiment de cavalerie blindée (en réserve à Pleiku quand le GM 100 a quitté An Khê)

### Les forces du Viet Minh
Le 96e régiment Viet-Minh comprenait :
- Le 40e bataillon (trois compagnies d'infanterie).
- Le 79e bataillon (deux compagnies d'infanterie).
- Deux compagnies d'armes (mortiers, canons sans recul...).

## Dans la culture populaire
La scène d'ouverture du film Nous étions soldats — à propos de la bataille de Ia Drang en novembre 1965 — fait allusion à la destruction du Groupement mobile no 100, en donnant une vision américaine éloignée des faits qui se sont déroulés sur la Route coloniale 19. Les deux champs de bataille sont distants de plus de 50 km.
Le roman Le facteur s'en va-t-en guerre relate l'embuscade dans laquelle est tombée le GM no 100.